# Territoire du commandant militaire en Serbie
Pour Cet article concerne le territoire sous occupation militaire allemande. Pour le gouvernement fantoche collaborationniste serbe, voir Gouvernement de salut national serbe.
1941–1944
Entités précédentes :
- Royaume de Yougoslavie

Entités suivantes :
- Yougoslavie fédérative démocratique

Le territoire du commandant militaire en Serbie (allemand : Gebiet des Militärbefehlshabers in Serbien ; serbe : Подручје Војног заповедника у Србији / Područje vojnog zapovednika u Srbiji) était une région du royaume de Yougoslavie qui fut placée sous un gouvernement militaire d'occupation par la Wehrmacht à la suite de l'invasion, de l'occupation et du démantèlement de la Yougoslavie en avril 1941. 

## Territoire du commandant militaire
Le territoire ne comprenait que la Serbie centrale, avec en plus la partie nord du Kosovo (autour de Kosovska Mitrovica), et le Banat. Ce territoire était la seule zone de la Yougoslavie partagée dans laquelle les occupants allemands ont établi un gouvernement militaire. Cela était dû aux principales voies de transport ferroviaire et fluvial qui la traversaient et à ses précieuses ressources, en particulier les métaux non ferreux. 
Le 22 avril 1941, le territoire est placé sous l'autorité suprême du commandant militaire allemand en Serbie, l'administration quotidienne du territoire étant sous le contrôle du chef d'état-major de l'administration militaire. Les lignes de commandement et de contrôle dans le territoire occupé n'ont jamais été unifiées et ont été rendues plus complexes par la nomination de représentants directs de hauts responsables nazis tels que le Reichsführer-SS Heinrich Himmler (pour les questions de police et de sécurité), Reichsmarschall Hermann Göring (pour l'économie), et Reichsminister Joachim von Ribbentrop (pour les affaires étrangères).  Les sources décrivent diversement le territoire comme un État fantoche, un protectorat, une « province administrative spéciale », ou le décrivent comme ayant un gouvernement fantoche. 
Tout au long de l'occupation, le Banat était une région autonome, officiellement responsable devant les gouvernements fantoches de Belgrade, mais en pratique gouvernée par sa minorité Volksdeutsche (ethnie allemande). 

## Gouvernements civils du territoire
Le commandant militaire allemand en Serbie nomma deux gouvernements fantoches civils serbes pour effectuer des tâches administratives conformément à la direction et à la supervision allemandes. 
Le premier d'entre eux fut l'éphémère gouvernement de commissaires qui fut établi le 30 mai 1941. Le gouvernement de commissaire était un instrument de base du régime d'occupation, dépourvu de tout pouvoir. Fin juillet 1941, un soulèvement éclata dans le territoire occupé, qui submergea rapidement la gendarmerie serbe, l'appareil de police et de sécurité allemand, et même la force d'infanterie de la zone arrière. 
Pour aider à réprimer la rébellion, qui impliquait initialement à la fois les partisans yougoslaves dirigés par les communistes et les Tchetniks monarchistes, un deuxième gouvernement fantoche fut établi. Le gouvernement de salut national de Milan Nedić remplaça le gouvernement des commissaires le 29 août 1941. Bien qu'ayant bénéficié d'un certain soutien le régime était impopulaire auprès de la majorité des Serbes. Cependant, cela n'a pas réussi à inverser la tendance et les Allemands ont été contraints de faire venir des divisions de première ligne de France, de Grèce et même du front de l'Est pour réprimer la révolte. À partir de la fin septembre 1941, l'opération Uzice expulsa les partisans du territoire occupé et, en décembre, l'opération Mihailovic dispersa les Tchetniks. La résistance se poursuivit à un faible niveau jusqu'en 1944, accompagnée de fréquentes tueries de représailles, qui impliquèrent pendant un certain temps l'exécution de 100 otages pour chaque Allemand tué.
Le régime de Nedić n'avait aucun statut en vertu du droit international, aucun pouvoir au-delà de ceux accordés par les Allemands, et était simplement un instrument de la domination allemande. Le seul domaine dans lequel l'administration fantoche a fait preuve d'initiative et obtenu du succès était l'accueil et la prise en charge de centaines de milliers de réfugiés serbes d'autres parties de la Yougoslavie divisée. 
Le gouvernement de salut national resta en place jusqu'au retrait allemand face à l'offensive combinée de l'Armée rouge, de l'Armée populaire bulgare et des partisans de Belgrade. Après la guerre, plusieurs des principaux dirigeants allemands et serbes du territoire occupé ont été jugés et exécutés pour crimes de guerre.

## Forces militaires disponibles
Le commandant militaire en Serbie disposait de troupes de garnison et de détachements de police allemands très limités pour maintenir l'ordre, mais pouvait demander l'aide d'un corps de trois divisions de troupes d'occupation mal équipées. Les Allemands ont déployé les troupes bulgares pour aider aux tâches d'occupations, mais ceux-ci étaient à tout moment sous contrôle allemand.
Alors que le gouvernement de commissaires était limité à l'utilisation de la gendarmerie, le gouvernement Nedić fut autorisé à lever une force armée, la garde d'État serbe, pour imposer l'ordre, mais ses membres furent immédiatement placés sous le contrôle du Chef supérieur de la SS et de la Police, et essentiellement formés comme auxiliaires des allemands jusqu'à leur retrait en octobre 1944. Les Allemands levèrent également plusieurs autres forces auxiliaires locales à diverses fins sur le territoire. 
Afin de sécuriser les mines de Trepča et le chemin de fer Belgrade-Skopje, les Allemands conclurent un accord avec des collaborateurs albanais à la pointe nord de l'actuel Kosovo qui aboutit à l'autonomie effective de la région par rapport au gouvernement fantoche de Belgrade, qui officialisa ensuite l'arrangement allemand.

## La Shoah dans le territoire
Bien que les forces allemandes aient joué le rôle principal et directeur de la solution finale en Serbie et que les Allemands aient monopolisé le meurtre des Juifs, ils ont été activement aidés dans ce rôle par des collaborateurs serbes. Le camp de concentration de Banjica à Belgrade était contrôlé conjointement par le régime de Nedic et l'armée allemande. Pendant l'occupation, les autorités allemandes ont tué presque tous les Juifs résidant dans le territoire occupé, en tirant sur les hommes dans le cadre des représailles menées en 1941, et en gazant les femmes et les enfants au début de 1942 à l'aide de camions à essence. 

### Livres
- Christopher Argyle, Chronology of World War II, New York, Exeter Books, 1980 (ISBN 0-89673-071-9, lire en ligne)
- Nigel Askey, Operation Barbarossa: the Complete Organisational and Statistical Analysis, and Military Simulation, vol. 2A, United States, Lulu Publishing, 2013 (ISBN 978-1-304-45329-7, lire en ligne)
- Ronald H. Bailey, Partisans and Guerrillas, vol. 12, New York, Time-Life Books, 1980 (ISBN 978-0-7835-5719-9)
- Wolfgang Benz, The Holocaust: A German Historian Examines the Genocide, New York, Columbia University Press, 1999 (ISBN 978-0-231-11215-4)
- Christopher H. Browning, The Origins of the Final Solution: The Evolution of Nazi Jewish Policy, September 1939 – March 1942, University of Nebraska Press, 2004 (ISBN 978-0-8032-5979-9, lire en ligne)
- Christopher Browning, The Origins of the Final Solution, London, England, Cornerstone Digital, 2014 (ISBN 978-1-4481-6586-5, lire en ligne)
- Janusz Bugajski, Political Parties of Eastern Europe: A Guide to Politics in the Post-Communist Era, Armonk, Sharpe, 2002 (ISBN 1-56324-676-7, lire en ligne)
- Jovan Byford, Serbia and the Serbs in World War Two, London, Palgrave Macmillan, 2011, 109–127 p. (ISBN 978-0230278301), « The Collaborationist Administration and the Treatment of the Jews in Nazi-occupied Serbia »
- Jovan Byford, In the Shadow of Hitler: Personalities of the Right in Central and Eastern Europe, Londres, I.B.Tauris, 2012 (ISBN 978-1-84511-697-2, lire en ligne), « Willing Bystanders: Dimitrije Ljotić, "Shield Collaboration" and the Destruction of Serbia's Jews »
- (sh) Simo C. Ćirković, Ko je ko u Nedićevoj Srbiji 1941–1944, Belgrade, IPS MEDIA, 2009 (ISBN 978-86-7274-388-3)
- Philip J. Cohen, Serbia's Secret War: Propaganda and the Deceit of History, College Station, Texas, Texas A&M University Press, 1996 (ISBN 0-89096-760-1, lire en ligne )
- John Cox, The History of Serbia, Westport, Greenwood Publishing Group, coll. « The Greenwood Histories of the Modern Nations », 2002 (ISBN 978-0-313-31290-8, lire en ligne)
- Milan Deroc, British Special Operations Explored: Yugoslavia in Turmoil 1941–1943 and the British Response, New York, Coloumbia University Press, coll. « East European Monographs », 1988 (ISBN 978-0-88033-139-5)
- Momcilo Dobrich, Belgrade's Best: The Serbian Volunteer Corps, 1941–1945, New York, Axis Europa Books, 2000 (ISBN 978-1-891227-38-7, lire en ligne)
- Israel Gutman, Encyclopedia of the Holocaust, vol. 2, New York, Macmillan Publishing, 1995 (ISBN 9780028645278, lire en ligne )
- Rebecca Haynes et Martyn Rady, In the Shadow of Hitler: Personalities of the Right in Central and Eastern Europe, I.B. Tauris, 2011 (ISBN 978-1-84511-697-2, lire en ligne)
- Paul N. Hehn, The German Struggle Against Yugoslav Guerillas in World War II, New York, Columbia University Press, 1979
- Lajčo Klajn, The Past in Present Times: The Yugoslav Saga, New York, University Press of America, 2007 (ISBN 978-0-7618-3647-6, lire en ligne)
- (sr) Stanislav Krakov, Генерал Милан Недић [« General Milan Nedić »], Munich, West Germany, Iskra,‎ 1963 (OCLC 7336721)
- Germany and the Second World War, Volume 5: Organization and Mobilization of the German Sphere of Power. Part I. Wartime Administration, Economy, and Manpower Resources 1939-1941, vol. 5, New York, New York, Oxford University Press, 2000 (ISBN 978-0-19-822887-5)
- Germany and the Second World War, Volume 5: Organization and Mobilization of the German Sphere of Power. Part II. Wartime Administration, Economy, and Manpower Resources 1942-1944/5, vol. 5, Oxford, New York, Oxford University Press, 2003 (ISBN 978-0-19-820873-0)
- International Law Reports, vol. 112, Cambridge, Cambridge University Press, 1999 (ISBN 978-0-521-64242-2, lire en ligne)
- Raphael Lemkin, Axis Rule in Occupied Europe, London, Lawbook Exchange, 2008 (ISBN 9781584779018, lire en ligne)
- Valdis O. Lumans, Himmler's Auxiliaries: The Volksdeutsche Mittelstelle and the German National Minorities of Europe, 1933–1945, Chapel Hill, University of North Carolina Press, 1993 (ISBN 978-0-8078-2066-7, lire en ligne)
- (de) Walter Manoschek, "Serbien ist judenfrei": Militarische Besatzungspolitik und Judenvernichtung in Serbien 1941/42, Munich, Oldenbourg Verlag, 1995, 2nd éd. (ISBN 9783486561371, lire en ligne)
- Howard Margolian, Unauthorized Entry: The Truth about Nazi War Criminals in Canada, 1946–1956, Toronto, University of Toronto Press, 2000
- Matteo J. Milazzo, The Chetnik Movement & the Yugoslav Resistance, Baltimore, Johns Hopkins University Press, 1975 (ISBN 978-0-8018-1589-8)
- (sh) Olivera Milosavljević, Potisnuta istina – Kolaboracija u Srbiji 1941–1944., Belgrade, Helsinki Committee for Human Rights in Serbia, 2006 (lire en ligne)
- Paul Mojzes, Balkan Genocides: Holocaust and Ethnic Cleansing in the 20th Century, Plymouth, Rowman and Littlefield Publishers, 2011 (ISBN 9781442206632, lire en ligne)
- David A. Norris, Belgrade: A Cultural History, Oxford, New York, Oxford University Press, 2008 (ISBN 978-0-19-970452-1)
- Stevan K. Pavlowitch, Serbia: The History behind the Name, London, Hurst & Company, 2002 (ISBN 9781850654773, lire en ligne)
- Stevan K. Pavlowitch, Hitler's New Disorder: The Second World War in Yugoslavia, New York, Columbia University Press, 2008 (ISBN 9780231700504, lire en ligne)
- Sabrina P. Ramet, The Three Yugoslavias: State-Building and Legitimation, 1918–2005, Bloomington, Indiana University Press, 2006 (ISBN 978-0-253-34656-8, lire en ligne)
- Sabrina P. Ramet et Sladjana Lazić, Serbia and the Serbs in World War Two, London, Palgrave Macmillan, 2011, 17–43 p. (ISBN 978-0230278301), « The Collaborationist Regime of Milan Nedić »
- (sh) Miroslav Savković, Kinematografija u Srbiji tokom Drugog svetskog rata 1941–1945., Belgrade, Ibis, 1994
- Ben Shepherd, Terror in the Balkans: German Armies and Partisan Warfare, Cambridge, Harvard University Press, 2012 (ISBN 978-0-674-04891-1)
- George H. Stein, The Waffen SS: Hitler's Elite Guard at War, 1939–45, Ithaca, New York, Cornell UP, 1984 (ISBN 0-8014-9275-0, lire en ligne )
- Ivo Tasovac, American Foreign Policy and Yugoslavia, 1939–1941, College Station, Texas, Texas A&M University Press, 1999 (ISBN 978-0-89096-897-0, lire en ligne )
- Nigel Thomas et Krunoslav Mikulan, Axis Forces in Yugoslavia 1941–45, New York, Osprey Publishing, 1995 (ISBN 978-1-85532-473-2, lire en ligne)
- Jozo Tomasevich, Contemporary Yugoslavia: Twenty Years of Socialist Experiment, University of California Press, 1969, 59–118 (lire en ligne ), « Yugoslavia During the Second World War »
- Jozo Tomasevich, War and Revolution in Yugoslavia, 1941–1945: The Chetniks, Stanford, Stanford University Press, 1975 (ISBN 978-0-8047-0857-9, lire en ligne)
- Jozo Tomasevich, War and Revolution in Yugoslavia, 1941–1945: Occupation and Collaboration, Stanford, Stanford University Press, 2001 (ISBN 978-0-8047-3615-2, lire en ligne)
- Jasminka Udovički et James Ridgeway, Burn This House: The Making and Unmaking of Yugoslavia, Duke University Press, 1997 (ISBN 0-8223-1997-7, lire en ligne)
- Eric D. Weitz, A Century of Genocide: Utopias of Race and Nation, Princeton, New Jersey, Princeton University Press, 2009 (ISBN 978-1-40082-550-9, lire en ligne)
- Robert Wolff, The Balkans in Our Time, Cambridge, Harvard University Press, 1974 (ISBN 978-0-393-09010-9)

### Journaux
- Christopher Argyle, Chronology of World War II, New York, Exeter Books, 1980 (ISBN 0-89673-071-9, lire en ligne)
- Nigel Askey, Operation Barbarossa: the Complete Organisational and Statistical Analysis, and Military Simulation, vol. 2A, United States, Lulu Publishing, 2013 (ISBN 978-1-304-45329-7, lire en ligne)
- Ronald H. Bailey, Partisans and Guerrillas, vol. 12, New York, Time-Life Books, 1980 (ISBN 978-0-7835-5719-9)
- Wolfgang Benz, The Holocaust: A German Historian Examines the Genocide, New York, Columbia University Press, 1999 (ISBN 978-0-231-11215-4)
- Christopher H. Browning, The Origins of the Final Solution: The Evolution of Nazi Jewish Policy, September 1939 – March 1942, University of Nebraska Press, 2004 (ISBN 978-0-8032-5979-9, lire en ligne)
- Christopher Browning, The Origins of the Final Solution, London, England, Cornerstone Digital, 2014 (ISBN 978-1-4481-6586-5, lire en ligne)
- Janusz Bugajski, Political Parties of Eastern Europe: A Guide to Politics in the Post-Communist Era, Armonk, Sharpe, 2002 (ISBN 1-56324-676-7, lire en ligne)
- Jovan Byford, Serbia and the Serbs in World War Two, London, Palgrave Macmillan, 2011, 109–127 p. (ISBN 978-0230278301), « The Collaborationist Administration and the Treatment of the Jews in Nazi-occupied Serbia »
- Jovan Byford, In the Shadow of Hitler: Personalities of the Right in Central and Eastern Europe, Londres, I.B.Tauris, 2012 (ISBN 978-1-84511-697-2, lire en ligne), « Willing Bystanders: Dimitrije Ljotić, "Shield Collaboration" and the Destruction of Serbia's Jews »
- (sh) Simo C. Ćirković, Ko je ko u Nedićevoj Srbiji 1941–1944, Belgrade, IPS MEDIA, 2009 (ISBN 978-86-7274-388-3)
- Philip J. Cohen, Serbia's Secret War: Propaganda and the Deceit of History, College Station, Texas, Texas A&M University Press, 1996 (ISBN 0-89096-760-1, lire en ligne )
- John Cox, The History of Serbia, Westport, Greenwood Publishing Group, coll. « The Greenwood Histories of the Modern Nations », 2002 (ISBN 978-0-313-31290-8, lire en ligne)
- Milan Deroc, British Special Operations Explored: Yugoslavia in Turmoil 1941–1943 and the British Response, New York, Coloumbia University Press, coll. « East European Monographs », 1988 (ISBN 978-0-88033-139-5)
- Momcilo Dobrich, Belgrade's Best: The Serbian Volunteer Corps, 1941–1945, New York, Axis Europa Books, 2000 (ISBN 978-1-891227-38-7, lire en ligne)
- Israel Gutman, Encyclopedia of the Holocaust, vol. 2, New York, Macmillan Publishing, 1995 (ISBN 9780028645278, lire en ligne )
- Rebecca Haynes et Martyn Rady, In the Shadow of Hitler: Personalities of the Right in Central and Eastern Europe, I.B. Tauris, 2011 (ISBN 978-1-84511-697-2, lire en ligne)
- Paul N. Hehn, The German Struggle Against Yugoslav Guerillas in World War II, New York, Columbia University Press, 1979
- Lajčo Klajn, The Past in Present Times: The Yugoslav Saga, New York, University Press of America, 2007 (ISBN 978-0-7618-3647-6, lire en ligne)
- (sr) Stanislav Krakov, Генерал Милан Недић [« General Milan Nedić »], Munich, West Germany, Iskra,‎ 1963 (OCLC 7336721)
- Germany and the Second World War, Volume 5: Organization and Mobilization of the German Sphere of Power. Part I. Wartime Administration, Economy, and Manpower Resources 1939-1941, vol. 5, New York, New York, Oxford University Press, 2000 (ISBN 978-0-19-822887-5)
- Germany and the Second World War, Volume 5: Organization and Mobilization of the German Sphere of Power. Part II. Wartime Administration, Economy, and Manpower Resources 1942-1944/5, vol. 5, Oxford, New York, Oxford University Press, 2003 (ISBN 978-0-19-820873-0)
- International Law Reports, vol. 112, Cambridge, Cambridge University Press, 1999 (ISBN 978-0-521-64242-2, lire en ligne)
- Raphael Lemkin, Axis Rule in Occupied Europe, London, Lawbook Exchange, 2008 (ISBN 9781584779018, lire en ligne)
- Valdis O. Lumans, Himmler's Auxiliaries: The Volksdeutsche Mittelstelle and the German National Minorities of Europe, 1933–1945, Chapel Hill, University of North Carolina Press, 1993 (ISBN 978-0-8078-2066-7, lire en ligne)
- (de) Walter Manoschek, "Serbien ist judenfrei": Militarische Besatzungspolitik und Judenvernichtung in Serbien 1941/42, Munich, Oldenbourg Verlag, 1995, 2nd éd. (ISBN 9783486561371, lire en ligne)
- Howard Margolian, Unauthorized Entry: The Truth about Nazi War Criminals in Canada, 1946–1956, Toronto, University of Toronto Press, 2000
- Matteo J. Milazzo, The Chetnik Movement & the Yugoslav Resistance, Baltimore, Johns Hopkins University Press, 1975 (ISBN 978-0-8018-1589-8)
- (sh) Olivera Milosavljević, Potisnuta istina – Kolaboracija u Srbiji 1941–1944., Belgrade, Helsinki Committee for Human Rights in Serbia, 2006 (lire en ligne)
- Paul Mojzes, Balkan Genocides: Holocaust and Ethnic Cleansing in the 20th Century, Plymouth, Rowman and Littlefield Publishers, 2011 (ISBN 9781442206632, lire en ligne)
- David A. Norris, Belgrade: A Cultural History, Oxford, New York, Oxford University Press, 2008 (ISBN 978-0-19-970452-1)
- Stevan K. Pavlowitch, Serbia: The History behind the Name, London, Hurst & Company, 2002 (ISBN 9781850654773, lire en ligne)
- Stevan K. Pavlowitch, Hitler's New Disorder: The Second World War in Yugoslavia, New York, Columbia University Press, 2008 (ISBN 9780231700504, lire en ligne)
- Sabrina P. Ramet, The Three Yugoslavias: State-Building and Legitimation, 1918–2005, Bloomington, Indiana University Press, 2006 (ISBN 978-0-253-34656-8, lire en ligne)
- Sabrina P. Ramet et Sladjana Lazić, Serbia and the Serbs in World War Two, London, Palgrave Macmillan, 2011, 17–43 p. (ISBN 978-0230278301), « The Collaborationist Regime of Milan Nedić »
- (sh) Miroslav Savković, Kinematografija u Srbiji tokom Drugog svetskog rata 1941–1945., Belgrade, Ibis, 1994
- Ben Shepherd, Terror in the Balkans: German Armies and Partisan Warfare, Cambridge, Harvard University Press, 2012 (ISBN 978-0-674-04891-1)
- George H. Stein, The Waffen SS: Hitler's Elite Guard at War, 1939–45, Ithaca, New York, Cornell UP, 1984 (ISBN 0-8014-9275-0, lire en ligne )
- Ivo Tasovac, American Foreign Policy and Yugoslavia, 1939–1941, College Station, Texas, Texas A&M University Press, 1999 (ISBN 978-0-89096-897-0, lire en ligne )
- Nigel Thomas et Krunoslav Mikulan, Axis Forces in Yugoslavia 1941–45, New York, Osprey Publishing, 1995 (ISBN 978-1-85532-473-2, lire en ligne)
- Jozo Tomasevich, Contemporary Yugoslavia: Twenty Years of Socialist Experiment, University of California Press, 1969, 59–118 (lire en ligne ), « Yugoslavia During the Second World War »
- Jozo Tomasevich, War and Revolution in Yugoslavia, 1941–1945: The Chetniks, Stanford, Stanford University Press, 1975 (ISBN 978-0-8047-0857-9, lire en ligne)
- Jozo Tomasevich, War and Revolution in Yugoslavia, 1941–1945: Occupation and Collaboration, Stanford, Stanford University Press, 2001 (ISBN 978-0-8047-3615-2, lire en ligne)
- Jasminka Udovički et James Ridgeway, Burn This House: The Making and Unmaking of Yugoslavia, Duke University Press, 1997 (ISBN 0-8223-1997-7, lire en ligne)
- Eric D. Weitz, A Century of Genocide: Utopias of Race and Nation, Princeton, New Jersey, Princeton University Press, 2009 (ISBN 978-1-40082-550-9, lire en ligne)
- Robert Wolff, The Balkans in Our Time, Cambridge, Harvard University Press, 1974 (ISBN 978-0-393-09010-9)

### Sites Internet
- Christopher Argyle, Chronology of World War II, New York, Exeter Books, 1980 (ISBN 0-89673-071-9, lire en ligne)
- Nigel Askey, Operation Barbarossa: the Complete Organisational and Statistical Analysis, and Military Simulation, vol. 2A, United States, Lulu Publishing, 2013 (ISBN 978-1-304-45329-7, lire en ligne)
- Ronald H. Bailey, Partisans and Guerrillas, vol. 12, New York, Time-Life Books, 1980 (ISBN 978-0-7835-5719-9)
- Wolfgang Benz, The Holocaust: A German Historian Examines the Genocide, New York, Columbia University Press, 1999 (ISBN 978-0-231-11215-4)
- Christopher H. Browning, The Origins of the Final Solution: The Evolution of Nazi Jewish Policy, September 1939 – March 1942, University of Nebraska Press, 2004 (ISBN 978-0-8032-5979-9, lire en ligne)
- Christopher Browning, The Origins of the Final Solution, London, England, Cornerstone Digital, 2014 (ISBN 978-1-4481-6586-5, lire en ligne)
- Janusz Bugajski, Political Parties of Eastern Europe: A Guide to Politics in the Post-Communist Era, Armonk, Sharpe, 2002 (ISBN 1-56324-676-7, lire en ligne)
- Jovan Byford, Serbia and the Serbs in World War Two, London, Palgrave Macmillan, 2011, 109–127 p. (ISBN 978-0230278301), « The Collaborationist Administration and the Treatment of the Jews in Nazi-occupied Serbia »
- Jovan Byford, In the Shadow of Hitler: Personalities of the Right in Central and Eastern Europe, Londres, I.B.Tauris, 2012 (ISBN 978-1-84511-697-2, lire en ligne), « Willing Bystanders: Dimitrije Ljotić, "Shield Collaboration" and the Destruction of Serbia's Jews »
- (sh) Simo C. Ćirković, Ko je ko u Nedićevoj Srbiji 1941–1944, Belgrade, IPS MEDIA, 2009 (ISBN 978-86-7274-388-3)
- Philip J. Cohen, Serbia's Secret War: Propaganda and the Deceit of History, College Station, Texas, Texas A&M University Press, 1996 (ISBN 0-89096-760-1, lire en ligne )
- John Cox, The History of Serbia, Westport, Greenwood Publishing Group, coll. « The Greenwood Histories of the Modern Nations », 2002 (ISBN 978-0-313-31290-8, lire en ligne)
- Milan Deroc, British Special Operations Explored: Yugoslavia in Turmoil 1941–1943 and the British Response, New York, Coloumbia University Press, coll. « East European Monographs », 1988 (ISBN 978-0-88033-139-5)
- Momcilo Dobrich, Belgrade's Best: The Serbian Volunteer Corps, 1941–1945, New York, Axis Europa Books, 2000 (ISBN 978-1-891227-38-7, lire en ligne)
- Israel Gutman, Encyclopedia of the Holocaust, vol. 2, New York, Macmillan Publishing, 1995 (ISBN 9780028645278, lire en ligne )
- Rebecca Haynes et Martyn Rady, In the Shadow of Hitler: Personalities of the Right in Central and Eastern Europe, I.B. Tauris, 2011 (ISBN 978-1-84511-697-2, lire en ligne)
- Paul N. Hehn, The German Struggle Against Yugoslav Guerillas in World War II, New York, Columbia University Press, 1979
- Lajčo Klajn, The Past in Present Times: The Yugoslav Saga, New York, University Press of America, 2007 (ISBN 978-0-7618-3647-6, lire en ligne)
- (sr) Stanislav Krakov, Генерал Милан Недић [« General Milan Nedić »], Munich, West Germany, Iskra,‎ 1963 (OCLC 7336721)
- Germany and the Second World War, Volume 5: Organization and Mobilization of the German Sphere of Power. Part I. Wartime Administration, Economy, and Manpower Resources 1939-1941, vol. 5, New York, New York, Oxford University Press, 2000 (ISBN 978-0-19-822887-5)
- Germany and the Second World War, Volume 5: Organization and Mobilization of the German Sphere of Power. Part II. Wartime Administration, Economy, and Manpower Resources 1942-1944/5, vol. 5, Oxford, New York, Oxford University Press, 2003 (ISBN 978-0-19-820873-0)
- International Law Reports, vol. 112, Cambridge, Cambridge University Press, 1999 (ISBN 978-0-521-64242-2, lire en ligne)
- Raphael Lemkin, Axis Rule in Occupied Europe, London, Lawbook Exchange, 2008 (ISBN 9781584779018, lire en ligne)
- Valdis O. Lumans, Himmler's Auxiliaries: The Volksdeutsche Mittelstelle and the German National Minorities of Europe, 1933–1945, Chapel Hill, University of North Carolina Press, 1993 (ISBN 978-0-8078-2066-7, lire en ligne)
- (de) Walter Manoschek, "Serbien ist judenfrei": Militarische Besatzungspolitik und Judenvernichtung in Serbien 1941/42, Munich, Oldenbourg Verlag, 1995, 2nd éd. (ISBN 9783486561371, lire en ligne)
- Howard Margolian, Unauthorized Entry: The Truth about Nazi War Criminals in Canada, 1946–1956, Toronto, University of Toronto Press, 2000
- Matteo J. Milazzo, The Chetnik Movement & the Yugoslav Resistance, Baltimore, Johns Hopkins University Press, 1975 (ISBN 978-0-8018-1589-8)
- (sh) Olivera Milosavljević, Potisnuta istina – Kolaboracija u Srbiji 1941–1944., Belgrade, Helsinki Committee for Human Rights in Serbia, 2006 (lire en ligne)
- Paul Mojzes, Balkan Genocides: Holocaust and Ethnic Cleansing in the 20th Century, Plymouth, Rowman and Littlefield Publishers, 2011 (ISBN 9781442206632, lire en ligne)
- David A. Norris, Belgrade: A Cultural History, Oxford, New York, Oxford University Press, 2008 (ISBN 978-0-19-970452-1)
- Stevan K. Pavlowitch, Serbia: The History behind the Name, London, Hurst & Company, 2002 (ISBN 9781850654773, lire en ligne)
- Stevan K. Pavlowitch, Hitler's New Disorder: The Second World War in Yugoslavia, New York, Columbia University Press, 2008 (ISBN 9780231700504, lire en ligne)
- Sabrina P. Ramet, The Three Yugoslavias: State-Building and Legitimation, 1918–2005, Bloomington, Indiana University Press, 2006 (ISBN 978-0-253-34656-8, lire en ligne)
- Sabrina P. Ramet et Sladjana Lazić, Serbia and the Serbs in World War Two, London, Palgrave Macmillan, 2011, 17–43 p. (ISBN 978-0230278301), « The Collaborationist Regime of Milan Nedić »
- (sh) Miroslav Savković, Kinematografija u Srbiji tokom Drugog svetskog rata 1941–1945., Belgrade, Ibis, 1994
- Ben Shepherd, Terror in the Balkans: German Armies and Partisan Warfare, Cambridge, Harvard University Press, 2012 (ISBN 978-0-674-04891-1)
- George H. Stein, The Waffen SS: Hitler's Elite Guard at War, 1939–45, Ithaca, New York, Cornell UP, 1984 (ISBN 0-8014-9275-0, lire en ligne )
- Ivo Tasovac, American Foreign Policy and Yugoslavia, 1939–1941, College Station, Texas, Texas A&M University Press, 1999 (ISBN 978-0-89096-897-0, lire en ligne )
- Nigel Thomas et Krunoslav Mikulan, Axis Forces in Yugoslavia 1941–45, New York, Osprey Publishing, 1995 (ISBN 978-1-85532-473-2, lire en ligne)
- Jozo Tomasevich, Contemporary Yugoslavia: Twenty Years of Socialist Experiment, University of California Press, 1969, 59–118 (lire en ligne ), « Yugoslavia During the Second World War »
- Jozo Tomasevich, War and Revolution in Yugoslavia, 1941–1945: The Chetniks, Stanford, Stanford University Press, 1975 (ISBN 978-0-8047-0857-9, lire en ligne)
- Jozo Tomasevich, War and Revolution in Yugoslavia, 1941–1945: Occupation and Collaboration, Stanford, Stanford University Press, 2001 (ISBN 978-0-8047-3615-2, lire en ligne)
- Jasminka Udovički et James Ridgeway, Burn This House: The Making and Unmaking of Yugoslavia, Duke University Press, 1997 (ISBN 0-8223-1997-7, lire en ligne)
- Eric D. Weitz, A Century of Genocide: Utopias of Race and Nation, Princeton, New Jersey, Princeton University Press, 2009 (ISBN 978-1-40082-550-9, lire en ligne)
- Robert Wolff, The Balkans in Our Time, Cambridge, Harvard University Press, 1974 (ISBN 978-0-393-09010-9)